# Demetrio Neyra
Demetrio Neyra (15 dicembre 1908 – 27 settembre 1957) è stato un calciatore peruviano.

## Carriera
In carriera, Neyra giocò per l'Alianza Lima e per il Perù con il quale disputò il Mondiale 1930 e la Copa América 1927.

## Palmarès

### Club

#### Competizioni nazionali
- Campionato peruviano: 5

Alianza Lima: 1927, 1928, 1931, 1932, 1933